# Bernhard Rassinger
Bernhard Rassinger (Sankt Pölten, 30 augustus 1963) is een Oostenrijks voormalig beroepswielrenner. Hij werd in 1985 nationaal kampioen op de weg bij zowel de amateurs als de elite. Na zijn eigen professionele carrière werd hij ploegleider bij zijn oude ploeg Elk Haus-Simplon.

## Belangrijkste overwinningen
1983
- 3e etappe Ronde van Oostenrijk

1985
- Oostenrijks kampioen op de weg, Elite
- Oostenrijks kampioen op de weg, Amateurs

1986
- 9e etappe Ronde van Oostenrijk

1987
- Wereldkampioenschap op de weg, ploegentijdrit, Amateurs (met Helmut Wechselberger, Mario Traxl en Hans Lienhart)

## Grote rondes
Geen